# Gerhard Maurer (kierowca wyścigowy)
Gerhard Maurer (ur. 10 lutego 1938 roku) – szwajcarski kierowca wyścigowy.

## Kariera
Maurer rozpoczął karierę w międzynarodowych wyścigach samochodowych w 1974 roku od startów w German Racing Championship, gdzie jednak nie zdobywał punktów. Rok później zwyciężył w klasie GT Ser. 24-godzinnego wyścigu Le Mans, a w klasyfikacji generalnej był dziesiąty.